# Tornei di tennis maschili indipendenti nel 1987
Nel 1987 i tornei di tennis maschili facevano parte del Nabisco Grand Prix 1987, ma molti non erano inseriti in nessun particolare circuito.

## Calendario

### Gennaio
| Settimana | Torneo                                                 | Vincitore    | Finalista    | Semifinalisti | Eliminati ai quarti |
| --------- | ------------------------------------------------------ | ------------ | ------------ | ------------- | ------------------- |
| ? Gennaio | Torneo di Lagos 1987 Lagos, Nigeria Singolare - Doppio | Jorge Lozano | Nduka Odizor |               |                     |
| ? Gennaio | Torneo di Lagos 1987 Lagos, Nigeria Singolare - Doppio |              |              |               |                     |

### Febbraio
Nessun evento

### Marzo
Nessun evento

### Aprile
Nessun evento

### Maggio
| Settimana | Torneo                                                                            | Vincitore              | Finalista    | Semifinalisti               | Eliminati ai quarti |
| --------- | --------------------------------------------------------------------------------- | ---------------------- | ------------ | --------------------------- | ------------------- |
| 6 maggio  | Royal Polo Club Tournament 1987 Barcellona, Spagna Terra rossa Singolare - Doppio | Ivan Lendl 6-2 3-6 6-2 | John McEnroe | Mats Wilander Henri Leconte |                     |
| 6 maggio  | Royal Polo Club Tournament 1987 Barcellona, Spagna Terra rossa Singolare - Doppio |                        |              | Mats Wilander Henri Leconte |                     |
| 10 maggio | Audi Tournament 1987 Ede, Paesi Bassi Terra rossa Singolare - Doppio              | Ivan Lendl 7-6 6-3     | Paolo Canè   |                             |                     |
| 10 maggio | Audi Tournament 1987 Ede, Paesi Bassi Terra rossa Singolare - Doppio              |                        |              |                             |                     |

### Giugno
Nessun evento

### Luglio
| Settimana | Torneo                                                                        | Vincitore                 | Finalista   | Semifinalisti | Eliminati ai quarti |
| --------- | ----------------------------------------------------------------------------- | ------------------------- | ----------- | ------------- | ------------------- |
| 19 luglio | Beaver Creek Tennis Classic 1987 Beaver Creek, USA Cemento Singolare - Doppio | Jimmy Connors 1–6 6–3 7–6 | Tim Mayotte |               |                     |
| 19 luglio | Beaver Creek Tennis Classic 1987 Beaver Creek, USA Cemento Singolare - Doppio |                           |             |               |                     |
| 26 luglio | Head Classic 1987 Stowe, USA Cemento Singolare - Doppio                       | Ivan Lendl 6-3 6-3        | Jimmy Arias |               |                     |
| 26 luglio | Head Classic 1987 Stowe, USA Cemento Singolare - Doppio                       |                           |             |               |                     |

### Agosto
| Settimana | Torneo                                                               | Vincitore              | Finalista      | Semifinalisti | Eliminati ai quarti |
| --------- | -------------------------------------------------------------------- | ---------------------- | -------------- | ------------- | ------------------- |
| 17 agosto | Tennis ai X Giochi panamericani Beaver Creek, USA Singolare - Doppio |                        |                |               |                     |
| 17 agosto | Tennis ai X Giochi panamericani Beaver Creek, USA Singolare - Doppio |                        |                |               |                     |
| 24 agosto | Hamlet Challenge Cup 1987 Jericho, USA Singolare - Doppio            | David Pate 7-6 3-6 6-3 | Jonas Svensson |               |                     |
| 24 agosto | Hamlet Challenge Cup 1987 Jericho, USA Singolare - Doppio            |                        |                |               |                     |

### Settembre
| Settimana    | Torneo                                                   | Vincitore    | Finalista     | Semifinalisti | Eliminati ai quarti |
| ------------ | -------------------------------------------------------- | ------------ | ------------- | ------------- | ------------------- |
| 20 settembre | Dupont All American 1987 Jericho, USA Singolare - Doppio | Andre Agassi | Jimmy Connors |               |                     |
| 20 settembre | Dupont All American 1987 Jericho, USA Singolare - Doppio |              |               |               |                     |

### Ottobre
| Settimana  | Torneo                                                 | Vincitore            | Finalista     | Semifinalisti | Eliminati ai quarti |
| ---------- | ------------------------------------------------------ | -------------------- | ------------- | ------------- | ------------------- |
| 11 ottobre | Torneo di Atlanta 1987 Atlanta, USA Singolare - Doppio | John McEnroe 6-4 7-6 | Paul Annacone |               |                     |
| 11 ottobre | Torneo di Atlanta 1987 Atlanta, USA Singolare - Doppio |                      |               |               |                     |

### Novembre
| Settimana   | Torneo                                                                                    | Vincitore                          | Finalista      | Semifinalisti | Eliminati ai quarti                    |
| ----------- | ----------------------------------------------------------------------------------------- | ---------------------------------- | -------------- | ------------- | -------------------------------------- |
| 1º novembre | European Community Championships 1987 Anversa, Belgio Sintetico indoor Singolare - Doppio | Ivan Lendl 5-7 6-1 6-4 6-3         | Miloslav Mečíř |               |                                        |
| 1º novembre | European Community Championships 1987 Anversa, Belgio Sintetico indoor Singolare - Doppio |                                    |                |               |                                        |
| 29 novembre | The Stakes Matches 1987 West Palm Beach, USA Cemento Singolare - Doppio                   | Ivan Lendl 11-21 21-18 22-17 22-20 | Pat Cash       |               | Round Robin Stefan Edberg John McEnroe |
| 29 novembre | The Stakes Matches 1987 West Palm Beach, USA Cemento Singolare - Doppio                   |                                    |                |               | Round Robin Stefan Edberg John McEnroe |

### Dicembre
Nessun evento